# Baza Schaudera
Baza Schaudera – ciąg {\displaystyle (x_{n})} elementów przestrzeni Banacha {\displaystyle X} o tej własności, że dla każdego elementu {\displaystyle x} przestrzeni {\displaystyle X} istnieje dokładnie jeden taki ciąg skalarów {\displaystyle (a_{n}),} że
{\displaystyle x=\sum _{n=1}^{\infty }a_{n}x_{n},}
przy czym powyższy szereg zbieżny jest w sensie normy przestrzeni {\displaystyle X} (mocna zbieżność). Nie każda przestrzeń Banacha ma bazę Schaudera – Per Enflo podał przykład ośrodkowej przestrzeni Banacha, która nie ma bazy Schaudera. Nazwa pojęcia pochodzi od nazwiska polskiego matematyka, Juliusza Schaudera, który podał konstrukcję bazy przestrzeni {\displaystyle C[0,1]} funkcji ciągłych na przedziale jednostkowym.

## Własności
Niech {\displaystyle X} będzie przestrzenią Banacha z bazą Schaudera {\displaystyle (x_{n})_{n=1,2,3,\dots }.} Jeżeli {\displaystyle x=\textstyle \sum _{n=1}^{\infty }a_{n}x_{n},} to funkcjonał
{\displaystyle \||x\||=\sup \left\{\sum _{k=1}^{n}\|a_{k}x_{k}\|:n\in \mathbb {N} \right\}}
jest normą oraz {\displaystyle \|x\|\leqslant |\!\|x|\!\|.} Można udowodnić, że norma ta jest zupełna oraz, na mocy twierdzenia o odwzorowaniu otwartym, równoważna wyjściowej normie przestrzeni {\displaystyle X.}

### Kryterium Grünbauma
Niech {\displaystyle X} będzie przestrzenią Banacha. Ciąg {\displaystyle (x_{n})_{n=1,2,3,\dots }} punktów p. {\displaystyle X} jest bazą Schaudera wtedy i tylko wtedy, gdy
1. {\displaystyle x_{n}\neq 0,\,n\in \mathbb {N} ,}
2. {\displaystyle {\overline {\mbox{lin}}}\{x_{n}:n\in \mathbb {N} \}=X,}
3. istnieje taka liczba {\displaystyle K>0,} że dla każdego ciągu skalarów {\displaystyle (a_{n})_{n=1,2,3,\dots }} oraz dla każdych takich liczb naturalnych {\displaystyle n} i {\displaystyle m,} że {\displaystyle n<m} spełniona jest nierówność

{\displaystyle \left\|\sum _{k=1}^{n}a_{k}x_{k}\right\|\leqslant K\left\|\sum _{k=1}^{m}a_{k}x_{k}\right\|.}

## Przykłady
- Ciąg {\displaystyle (e_{n})_{n=1,2,3,\dots },} gdzie {\displaystyle e_{n}(n)=1} oraz {\displaystyle e_{n}(m)=0} dla {\displaystyle m\neq n} jest bazą Schaudera (nazywaną często bazą kanoniczną) dla przestrzeni c0, ℓp oraz przestrzeni Jamesa {\displaystyle J_{p}} przy {\displaystyle 1\leqslant p<\infty } (przestrzeń {\displaystyle J_{p}} jest izomorficzna z {\displaystyle \ell _{p}} wtedy i tylko wtedy, gdy {\displaystyle p=1}). Ciąg {\displaystyle (e_{n})_{n=0,1,2,\dots },} gdzie {\displaystyle e_{0}=(1,1,1,\dots ),} stanowi bazę Schaudera przestrzeni c.
- Jeżeli {\displaystyle X} jest ośrodkową przestrzenią Hilberta, to jej baza ortonormalna jest również jej bazą Schaudera.
- Twierdzenie Schaudera: układ Haara jest bazą Schaudera przestrzeni Lp dla {\displaystyle 1\leqslant p<\infty .}
- Twierdzenie Schaudera: układ Schaudera w przedziale {\displaystyle [a,b]} stanowi bazę Schaudera przestrzeni {\displaystyle C[a,b].}

## Rodzaje baz Schaudera
Bazy Schaudera mogą mieć dodatkowe własności, które w pewnym stopniu opisują geometrię rozważanej przestrzeni Banacha. Niech {\displaystyle (e_{n})} będzie bazą Schaudera przestrzeni Banacha {\displaystyle E.} Baza ta jest nazywana
- ściągającą (ang. shrinking), gdy układ funkcjonałów {\displaystyle (e_{n}^{*})} stowarzyszonych z tą bazą jest bazą Schaudera przestrzeni sprzężonej {\displaystyle E^{*};}
- ograniczenie zupełną (ang. boundedly complete), gdy dla każdego ciągu skalarów {\displaystyle (a_{n}),} dla którego istnieje taka stała {\displaystyle M>0,} iż {\displaystyle \|\textstyle \sum _{k=1}^{n}a_{n}{\big \|}<M} dla każdej liczby naturalnej {\displaystyle n} szereg {\displaystyle \textstyle \sum _{n=1}^{\infty }a_{n}e_{n}} jest zbieżny w {\displaystyle E;}
- bezwarunkową (ang. unconditional), gdy każdy szereg zbieżny {\displaystyle \textstyle \sum _{n=1}^{\infty }a_{n}e_{n}} jest bezwarunkowo zbieżny.

Każda przestrzeń Banacha mająca bazę ograniczenie zupełną jest izomorficzna z przestrzenią sprzężoną pewnej przestrzeni Banacha. Przykładami baz bezwarunkowych są kanoniczne bazy {\displaystyle (e_{n})} przestrzeni {\displaystyle c_{0}} i {\displaystyle \ell _{p}(1\leqslant p<\infty ).} Jeżeli {\displaystyle K} jest taką zwartą przestrzenią metryczną, że {\displaystyle C(K)} nie jest izomorficzne z {\displaystyle c_{0},} to {\displaystyle C(K)} nie ma bazy bezwarunkowej.
Każda przestrzeń Banacha z bazą Schaudera jest ośrodkowa, przy czym ośrodkiem jest zbiór wszystkich kombinacji liniowych elementów bazy Schaudera o współczynnikach wymiernych.
W.B. Johnson i H.P. Rosenthal udowodnili, że każda ośrodkowa przestrzeń Banacha {\displaystyle X} zawiera taką podprzestrzeń {\displaystyle Y,} że przestrzeń ilorazowa {\displaystyle X/Y} ma bazę Schaudera.

## Układy biortogonalne
Niech {\displaystyle X} będzie przestrzenią Banacha z bazą Schaudera {\displaystyle (x_{n}).} Dla każdej liczby naturalnej {\displaystyle n,} funkcjonał liniowy {\displaystyle x_{n}^{*}} określony wzorem
{\displaystyle \left\langle x_{n}^{*},\sum _{n=1}^{\infty }a_{n}x_{n}\right\rangle =a_{n}}
jest ograniczony (ciągły). Dokładniej, funkcjonały {\displaystyle x_{n}^{*}} spełniają warunek
{\displaystyle \langle x_{n}^{*},x_{m}\rangle =\delta _{nm}}
(zob. symbol Kroneckera). Ciąg funkcjonałów tej postaci, tzn. ciąg {\displaystyle (x_{n}^{*})} nazywany jest ciągiem biortogonalnym (stowarzyszonym z bazą {\displaystyle (x_{n})}). Układ {\displaystyle (x_{n},x_{n}^{*})} jest układem biortogonalnym w przestrzeni {\displaystyle X.} Układy tego rodzaju znajdują szerokie zastosowanie głównie w teorii nieośrodkowych przestrzeni Banacha.